# ایداگ
ایداگ (انگلیسی: EDAG) شرکت صنایع جنگ‌افزاری سوئیسی است، که در سال ۱۹۶۹ تأسیس شد.